# Schneider Miklós
Schneider Miklós (Érsekújvár, 1897. december 1. – Velem, 1945. június 23.) tanár, levéltáros.

## Élete
Schneider Lajos és Tallós Borbála fia. A budapesti egyetemen történelem-földrajz szakos tanári oklevelet szerzett. 1928-ig szülővárosában tanított, majd Magyarországra települt át. 1928-tól Fejér vármegye, 1937-től 1945-ig Vas vármegye főlevéltárosa volt. Helytörténettel és nemesi családtörténettel foglalkozott. Török és szuahéli nyelvű meséket is fordított. A Fejér vármegye (Budapest, 1937) című monográfiát Juhász Viktorral együtt szerkesztette.
Felesége Baumholczer Eleonóra Borbála gyógyszerész volt, akit 1932. szeptember 3-án Székesfehérváron vett nőül.
Bátyja Schneider Ede érsekújvári politikus, sógora Pleidell Ambrus levéltáros volt.

## Művei
- A Vörösmarty-család multja. Székesfehérvár, 1934
- Fejérmegyei boszorkányperek.  Székesfehérvár, 1934
- Fejérmegyei nemes családok. Székesfehérvár, 1935-36
- Féjér megye nemesi összeírásai 1754-1828. Székesfehérvár, 1934
- Fejér megye 1843. évi nemesi összeírása. Székesfehérvár, 1936
- Nemes családok története. I. Székesfehérvár, 1937
- Fejérmegyei nemességvizsgálatok. Székesfehérvár, 1937
- Vas vármegye 1835. évi nemesi összeírása. Szombathely, 1937
- Jobbágytelken élő nemesek 1846. évi összeírása Fejér megyében. Székesfehérvár, 1937
- Trencsén megye 1725-1732. évi nemességvizsgálatai. Budapest, 1938
- Vas vármegye 1717. évi nemességvizsgálata. Szombathely, 1939
- Vas vármegye 1754. évi nemesi összeírása. Szombathely, 1939
- Vas megye kétségtelen nemesei. Szombathely, 1940
- Vas vármegye 1726/27. évi nemességvizsgálata. Szombathely, 1940
- Vas vármegye 1696. évi nemesi összeírása. Szombathely, 1943

Több vármegye nemesi összeírásainak a publikálását is célul tűzte ki, így nemcsak Vas vármegyei, hanem Trencsén vármegyei anyagot is kiadott. Szándékában állott Komárom vármegyével is foglalkozni, de ezen terve már nem valósultak meg.